# Список японских родов

Это список японских аристократических родов, чьи дома имели большое влияние и власть над японским государством или его частями.
Древние роды (годзоку), о которых упоминается в списках Нихон сёки и Кодзики, утратили политическое влияние ещё до начала периода Хэйан. На смену годзоку пришла новая аристократия — кугэ. В конце периода Хэйан фактическая власть в стране перешла в руки самурайских кланов.

## Древние роды
Это список наиболее древних аристократических родов удзи-на (氏名), также хонсэй (本姓).

### Императорский род

Мон Императорского дома

- Императорский род — возможные потомки пяти японских ванов и правителей Ямато во время периода Кофун. Императоры и их родственники не носят фамилии, при необходимости их называют правящим кланом (о: си, 王氏).

### Четыре древних рода
Гэмпэйтокицу (яп. 源平藤橘) — четыре аристократических рода Японии.
1. Минамото (源氏) — также известен как Гэндзи, состоит из 21 ветвей, берущих начало от младших сыновей императоров.
  1. Го-Дайго Гэндзи (後醍醐源氏) — потомки 96-го императора Го-Дайго.
  2. Го-Нидзё Гэндзи (後二条源氏) — потомки 94-го императора Го-Нидзё.
  3. Го-Сага Гэндзи (後嵯峨源氏) — потомки 88-го императора Го-Сага.
  4. Го-Сандзё Гэндзи (後三条源氏) — потомки 71-го императора Го-Сайдзё.
  5. Го-Сиракава Гэндзи (後白河源氏) — потомки 77-го императора Го-Сиракава.
  6. Го-Фукакуса Гэндзи (後深草源氏) — потомки 89-го императора Го-Фукакуса.
  7. Дайго Гэндзи (醍醐源氏) — потомки 60-го императора Дайго.
  8. Дзюнтоку Гэндзи (順徳源氏) — потомки 84-го императора Дзюнтоку.
  9. Ёдзэй Гэндзи (陽成源氏) — потомки 57-го императора Ёдзэй.
  10. Кадзан Гэндзи (花山源氏) — потомки 65-го императора Кадзан.
  11. Камэяма Гэндзи (亀山源氏) — потомки 90-го императора Камэяма.
  12. Коко Гэндзи (光孝源氏) — потомки 58-го императора Коко.
  13. Монтоку Гэндзи (文徳源氏) — потомки 55-го императора Монтоку. Мон рода Мураками Гэндзи

Мон рода Мураками Гэндзи

  14. Мураками Гэндзи (村上源氏) — потомки 62-го императора Мураками.
  15. Ниммё Гэндзи (仁明源氏) — потомки 54-го императора Ниммё.
  16. Огимати Гэндзи (正親町源氏) — потомки 106-го императора Огимати.
  17. Рэйдзэй Гэндзи (冷泉源氏) — потомки 63-го императора Рэйдзэй.
  18. Сага Гэндзи (嵯峨源氏) — потомки 52-го императора Сага.
  19. Сандзё Гэндзи (三条源氏) — потомки 67-го императора Сандзё.
  20. Сэйва Гэндзи (清和源氏) — потомки 56-го императора Сэйва, родоначальники нескольких самурайских родов:
    - Кавати Гэндзи (河内源氏) — также известен как Гэнкэ, потомки Минамото-но Ёринобу, родоначальники Хитати Гэндзи (常陸源氏), Исикава Гэндзи (石川源氏) и Кай Гэндзи (甲斐源氏), известен благодаря трём сёгунам Камакура;
    - Сэтцу Гэндзи (摂津源氏) — потомки Минамото-но Ёримицу, родоначальники Тада Гэндзи (多田源氏), Мино Гэндзи (美濃源氏) и Синано Гэндзи (信濃源氏).
    - Ямато Гэндзи (大和源氏) — потомки Минамото-но Ёритика.

  21. Уда Гэндзи (宇多源氏) — потомки 59-го императора Уда, родоначальники Оми Гэндзи (近江源氏).
2. Тайра (平氏) — также известен как Хэйси, состоит из 4 ветвей, берущих начало от младших сыновей императоров.Мон рода Тайра

Мон рода Тайра

  1. Камму Хэйси (桓武平氏) — потомки 50-го императора Камму, известен благодаря Тайра-но Масакадо.
    - Бандо Хати Хэйси (坂東八平氏) — потомки Тайра-но Ёсифуми.
    - Исэ Хэйси (伊勢平氏) — также известен как Хэйкэ; потомки Тайра-но Корэхира, известен благодаря Тайра-но Киёмори.

  2. Коко Хэйси (光孝平氏) — потомки 58-го императора Коко.
  3. Монтоку Хэйси (文徳平氏) — потомки 55-го императора Монтоку.
  4. Ниммё Хэйси (仁明平氏) — потомки 54-го императора Ниммё.
3. Татибана[англ.] (橘氏) — потомки принца Нанива-о, сына принца Сётоку (572—621), 2-го сына императора Ёмэй. Не имеет отношения к самурайскому роду Татибана[англ.] (立花氏).
4. Фудзивара (藤原氏) — потомки Фудзивара-но Каматари.
  - Четыре рода Фудзивара (藤原四家) — потомки четырёх сыновей Фудзивара-но Фухито:
    1. Фудзивара Кёкэ (藤原京家) — потомки Фудзивара-но Маро.
    2. Фудзивара Нанкэ (藤原南家) — южный род, потомки Фудзивара-но Митимаро.
    3. Фудзивара Сикикэ (藤原式家) — потомки Фудзивара-но Умакай.
    4. Фудзивара Хоккэ (藤原北家) — северный род, потомки Фудзивара-но Фусасаки.

  - Осю Фудзивара (奥州藤原氏) — иногда упоминается как северный Фудзивара или Фудзивара из Мицу; потомки Фудзивара-но Хидэсато.

## Аристократические роды
Прочие аристократические роды, не относившиеся к четырём древним:
- Абэ (阿部氏) — потомки принца Охико, сына императора Когэн, не имеет отношения к роду Абэ из Осю (安倍氏);
- Абэ из Осю (安倍氏) — возможные потомки Абихико, не имеет отношения к роду Абэ по линии императора Когэн (阿部氏), известен благодаря Абэ-но Хирафу и Абэ-но Ёритоки;
- Ая из провинции Сануки — судя по Кодзики, потомки принца Такэкайко, внука императора Кэйко;
- Имубэ (忌部氏) — потомки ками Амэ-но Футотама-но Микото и Амэ-но Томи-но Микото (мифические персонажи), спутников императора Дзимму;
- Ки (紀氏) — потомки императора Когэн и придворного Такэси-ути-но Сукунэ. Известен благодаря Ки-но Цураюки;
- Кусакабэ (日下部氏) — потомки 9-го императора Кайка, возможные потомки 36-го императора Котоку;
- Мононобэ (物部氏) — потомки ками Нигихаяхи-но Микото, потомка старшего брата Ниниги-но Микото, который был прадедом императора Дзимму, известен благодаря Мононобэ-но Мория;
- Накатоми (中臣氏) — потомки ками Амэ-нор-Коянэ-но Микото и Амэ-но Танэко-но Микото, спутников императора Дзимму, родоначальники рода Фудзивара;
- О (多氏) — потомки принца Камуяймими-но Микото, сына императора Дзимму;
- Оти (越智氏) — потомки рода Мононобэ;
- Отомо (大伴氏) — потомки Мити-оми-но Микото, спутника императора Дзимму, не имеет отношения к иноземному роду Отомо (大友氏) и самурайскому роду Отомо (大友氏), известен благодаря Отомо-но Якамоти;
- Оэ (大江氏) — потомки рода Хасидзи;
- Сога (蘇我氏) — потомки императора Когэн по линии придворного Такэси-ути-но Сукунэ; известен благодаря Сога-но Умако;
- Сугавара (菅原氏) — потомки рода Хасидзи, известен благодаря Сугавара-но Митидзанэ;
- Такахаси (高橋氏);
- Хасидзи (土師氏) — потомки ками Номи-но Сукунэ.

### Новообразованные роды
Если человек незнатного происхождения получал власть, то он, как правило, стремился заключить брак с представителем побеждённого рода и стать его легитимным, насколько это возможно, продолжателем, как в случае с Го-Ходзё. В редких случаях он образовывал новый род, например:
- Тоётоми (豊臣氏) — Киносита Токитиро и все его потомки стали членами этого рода.

## Пришлые роды
Согласно генеалогическому сборнику Синсэн сёдзироку, составленному в 815 году, в регионе Кинай из 1182 родов 326 были иностранного происхождения: 163 происходили из Китая, 104 из Пэкче, 41 из Когурё, 6 из Силла, 3 из Кая. Собирательным названием пришлых родов было торайдзин (яп. 渡来人, пришлые люди).

### Пэкче
Роды, возводившие себя к деятелям корейского государства Пэкче:
- Асукабэ (飛鳥部氏) — потомки Пуё Гонджи (кор. 부여곤지), младшего брата вана Пэкче Мунджу, сына вана Кэро;
- Ка (賈氏);
- Кагуяма (香山氏);
- Кадзураи (葛井氏);
- Кикути (菊池氏) — потомки вана Пэкче Сона (кор. 성왕) по линии Квисиль Чипса (кор. 귀실집사) из рода Квисиль, имеет следующие младшие ветви: Мон рода Кикути
  - Аканоси (赤星氏),
  - Дзё (城氏),
  - Каи (甲斐氏),
  - Мираудзи (米良氏),
  - Окобира (大河平氏),

Мон рода Кикути

  - Сайго (西郷氏) — известен благодаря Сайго Такамори, противостоянию которого с правительством Мэйдзи посвящён фильм «Последний самурай»,
  - Сики (志岐氏),
  - Тоёто (豊田氏),
  - Уто (宇土氏),
  - Хиго (肥後氏),
  - Яцусиро (八代氏);
- Кунунуй (衣縫氏);
- Кудара-но Коникиси (百済王氏) — потомки Дзэнко[вд] (кор. 선광왕, яп. 百済王善光), сына последнего вана Пэкче Ыйджа (кор. 의자왕) , имеет младшую ветвь: Храм Кудара, возведённый на средства рода Кудара-но Коникиси
  - Мимацу (三松氏);
- Мияхара (宮原氏);

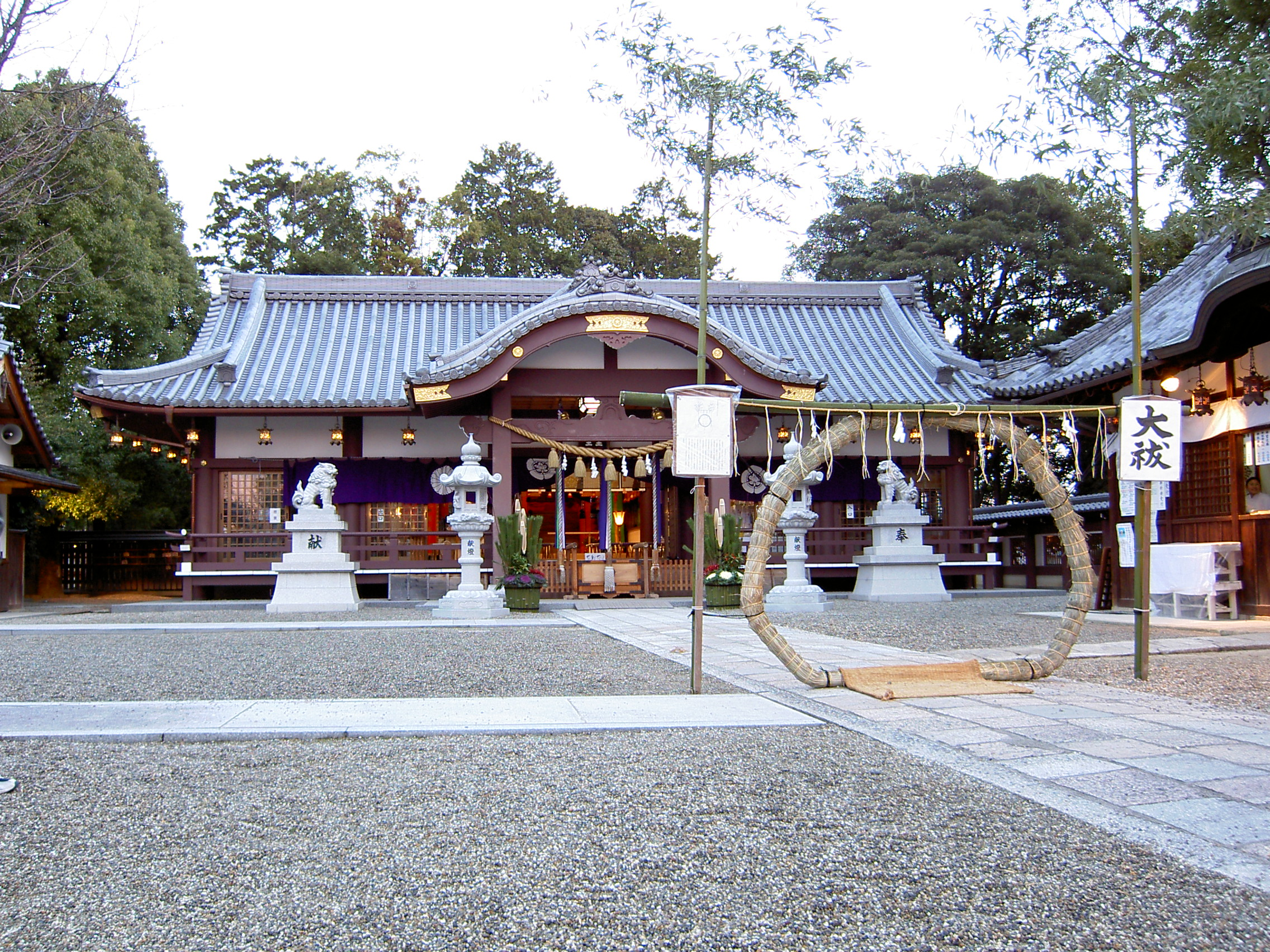
Храм Кудара, возведённый на средства рода Кудара-но Коникиси

- Оути (大内氏) — потомки принца Имсона (кор. 임성태자), третьего сына вана Пэкче Сона (кор. 성왕) , имеет младшие ветви: Мон рода Оути
  - Васидзу (鷲頭氏),
  - Суэ (陶氏),
  - Ямагути (山口氏);
- Саката (坂田氏);
- Сугано (菅野氏);
- Фуна (船氏);
- Фуха (不破氏);
- Хаяси (林氏);
- Хирота (廣田氏);
- Цу (津氏);

Мон рода Оути

- Ямато-но Фухито (和史氏) — потомки принца Сунтха (кор. 순타태자), сына вана Пэкче Мурёна (кор. 무령왕), имеет младшую ветвь:
  - Такано (高野氏) — известен благодаря Такано-но Ниигаса (яп. 高野新笠).

### Когурё
Роды, возводившие себя к деятелям корейского государства Когурё:
- Кифуми (黄文氏) — потомки вана Когурё Йонню (кор. 영류왕);
- Кома (高麗氏) — потомки Дзякко[вд] (кор. 고약광, яп. 高麗若光), сына последнего вана Когурё Поджана (кор. 보장왕), имеет младшую ветвь:
  - Киккава (吉川氏); Мон рода Киккава

Мон рода Киккава

- Кувабара (桑原氏), имеет младшую ветвь:
  - Иноуэ (井上氏);
- Сэна (背奈氏) — потомки Сэна-но Фукутоку (яп. 背奈福徳), сына вана Когурё Йонню (кор. 영류왕);
- Тоёхара (豊原氏);
- Тории (鳥井氏);
- Ясака (八坂氏).

### Силла
Роды, возводившие себя к деятелям корейского государства Силла:
- Итои (糸井氏) — потомки легендарного князя Силла Амэнохибоко[вд] (кор. 아메노 히보코, яп. 天日槍), который уехал в Японию в III-IV вв.;
- Маки (真城氏);
- Миякэ (三宅氏) — также потомки Амэнохибоко; Мон рода Миякэ

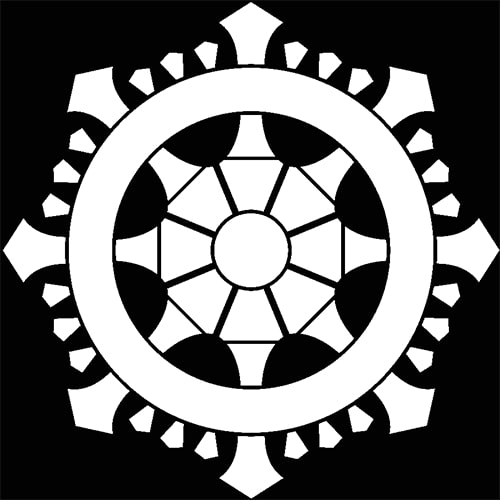
Мон рода Миякэ

- Татибанамори (橘守氏) — также потомки Амэнохибоко;
- Тадзима (但馬氏) — также потомки Амэнохибоко;
- Унабара (海原氏);
- Фусимару (伏丸氏);
- Хинэ (日根氏).

### Кая
Роды, возводившие себя к деятелям корейского племенного союза Кая:
- Арара (荒荒氏);
- Карабито (韓人氏);
- Митита (道田氏);
- Оти (大市氏) — потомки легендарного князя Кая Цунугаарасито (яп. 都怒我阿羅斯等);
- Отомо (大伴氏); Мон рода Отомо

Мон рода Отомо

- Симидзу (清水氏) — также потомки Цунугаарасито;
- Татара (多多良氏) — также потомки Цунугаарасито;
- Тоёцу (豊津氏);
- Хирата (辟田氏) — также потомки Цунугаарасито.

### Китай
Роды, возводившие себя к деятелям Китая:
- Кавати-но Фуми (西文氏) — потомки легендарного учёного Вани (кит. 王仁), происходившего от легендарного императора династии Хань Гаоцзу;
- Отомо (大友氏) — потомки Тэй (称), происходившего от Emperor Xian of Han, не имеет отношения к исконно японскому роду Отомо (大伴氏) и самурайскому роду Отомо (大友氏);
- Сиба (司馬氏) — потомки китайского седельщика Сиба Татто;
- Такамуко (高向氏) — потомки Вэнь-ди династии Цао Вэй, известен благодаря Такамуко-но Куромаро;
- Хата (秦氏) — потомки принца Юдзуки-но Кими (яп. 弓月君), происходившего от императора Цинь Шихуана и прибывшего в 14-й год правления императора Одзин, имеет младшие ветви:
- Корэмунэ (惟宗氏) — боковая ветвь Хата, потомки принца Коман (яп. 巧満王 ко:ман о:), прибывшего из Цинь в 8-й год правления императора Тюай,
  - Тёси (調子氏),
  - Тёсокабэ (長宗我部氏) — (предположительно ветвь Хата), известен благодаря Тёсокабэ Мототика, Мон рода Тёсокабэ
  - Фудзики (藤木氏),
  - Хакура (羽倉氏),
  - Хигаси (東氏),
  - Хирата (平田氏),
  - Исикава (石川氏),
  - Када (荷田氏),

Мон рода Тёсокабэ

  - Кавакацу (川勝氏) — назван в честь Хата-но Кавакацу, Мон рода Кавакацу
  - Мацумуро (松室氏),
  - Мацуо (松尾氏),
  - Мацусита (松下氏),
  - Миками (三上氏),
  - Минами (南氏),
  - Нисиодзи (西大路氏),
  - Обата (小畑氏),
  - Оиси (大石氏),
  - Окура (大蔵氏),
  - Ониси (大西氏),
  - Сэо (瀬尾氏),
  - Тоги (東儀氏),
  - Цутияма (土山氏);

Мон рода Кавакацу

- Ямато-но Ая (東漢氏) — потомки Ати-но Оми (яп. 阿知使主), правнука Лин-ди династии Хань, имеет младшие ветви:

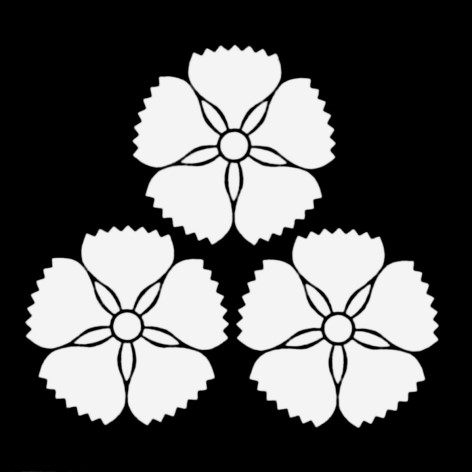
Мон рода Акидзуки

  - Акидзуки (秋月氏); Мон рода Акидзуки
  - Харуда (原田氏),
  - Кавати-но Ая (西漢氏),
  - Окура (大蔵氏),
  - Саканоуэ (坂上氏),
  - Тамура (田村氏);
- Ямато-но Фуми (東文氏).

## Родовые имена
Родовые имена мёдзи (яп. 苗字, 名字) использовались самураями, чтобы обозначить происхождение от конкретного семейства, а не от аристократического рода удзи-на или хонсэй. Удзи-на употреблялись в основном в официальных записях императорского двора. Семейства кугэ тоже использовали родовые имена, камэй (яп. 家名), с той же целью.
Мёдзи и камэй в алфавитном порядке:
- Абэ из Микава (阿部氏) — потомки императора Когэн и аристократического рода Абэ (阿部氏), не имеет отношения к роду Абэ из Осю (安倍氏);
- Адати (安達氏) — потомки рода Фудзивара;
- Адзаи (浅井氏) — потомки рода Фудзивара, известен благодаря Адзаи Нагамаса;
- Акамацу (赤松氏) — потомки Мураками Гэндзи;
- Акахоси (赤星氏) — ветвь рода Кикути;
- Акидзуки (秋月氏) — потомки Ати-но Оми (яп. 阿知使主), правнука Лин-ди династии Хань;
- Акита (秋田氏) — потомки рода Абэ из Осю;
- Акияма (秋山氏) — ветвь рода Такэда, который происходит от Сэйва Гэндзи;
- Акэти (明智氏) — ветвь рода Токи, который происходил от Сэйва Гэндзи, известен благодаря Акэти Мицухидэ;
- Амаго (尼子氏) — ветвь рода Сасаки, который происходит от Уда Гэндзи;
- Амакасу (甘粕氏) — ветвь рода Нитта, который, скорее всего, происходит от Сэйва Гэндзи;
- Амакуса (天草氏) — потомки рода Окура;
- Анаяма (穴山氏) — ветвь рода Такэда, который происходит от Сэйва Гэндзи;
- Андо — потомки рода Абэ из Осю по линии Абэ-но Хирафу;
- Асакура (朝倉氏) — потомки принца Кусакабэ, сына императора Тэмму;
- Асано (浅野氏) — ветвь рода Токи, который происходит от Сэйва Гэндзи;
- Асикага (足利氏) — потомки Сэйва Гэндзи; известен благодаря династии сёгунов, не имеет отношения к роду Асикага по линии Фудзивара
- Асикага (Фудзивара) (足利氏) — потомки Фудзивара Хоккэ; не имеет отношения к роду Асикага по линии Гэндзи;
- Асина (蘆名氏) — ветвь рода Миура, который происходит от Камму Хэйси;
- Асо (阿蘇氏) — потомки императора Дзимму по линии рода О;
- Асо (麻生氏) — ветвь рода Уцуномия, который происходит от Фудзивара Хоккэ; известен благодаря Таро Асо;
- Атаги (安宅氏) — ветвь рода Огасавара, который, скорее всего, происходит от Сэйва Гэндзи;
- Бито (尾藤氏) — потомки Фудзивара Хоккэ; Мон рода Датэ

Мон рода Датэ

- Вакия (脇屋氏) — младшая ветвь рода Нитта, который происходит от Сэйва Гэндзи;
- Ватанабэ — потомки императора Сага;
- Гото — ветвь рода Такэда, который происходит от Сэйва Гэндзи;
- Го-Ходзё (後北条氏) — потомки императора Камму, не имеет отношения к роду Ходзё (北条氏) или роду Китадзё (北条氏);
- Датэ (伊達氏) — также известен как Идатэ или Идати, потомки Фудзивара Хоккэ, известен благодаря Датэ Масамунэ;
- Дои (土井氏) — ветвь рода Токи, который, скорее всего, происходит от Сэйва Гэндзи, не имеет отношения к роду Дои по линии Хэйси;
- Дои (土肥氏) — потомки императора Камму, не имеет отношения к роду Дои по линии Гэндзи;
- Идэ (井出氏) — ветвь рода Никайдо, который происходит от Фудзивара Нанкэ;
- Ии (井伊氏) — потомки Фудзивара Хоккэ, известен благодаря Ии Наомаса и Ии Наосукэ;
- Икэда (Гэндзи) (池田氏) — потомки Сэйва Гэндзи, не имеет отношения к другим родам с названием Икэда;
- Икэда из Иё (伊予池田氏) — не имеет отношения к другим родам с названием Икэда;
- Икэда из Мино (美濃池田氏) — не имеет отношения к другим родам с названием Икэда;
- Икэда из Сасаки (池田氏) — младшая ветвь рода Сасаки, не имеет отношения к другим родам с названием Икэда;
- Икэда из Сэтцу (摂津池田氏) — возможные потомки рода Ки. Не имеет отношения к другим родам с названием Икэда;
- Имагава (今川氏) — младшая ветвь рода Асикага, который происходит от Сэйва Гэндзи, известен благодаря Имагава Ёсимото;
- Инаба — младшая ветвь рода Коно, который происходит от принца Иё, сына императора Камму;
- Иноуэ (井上氏) — потомки Сэйва Гэндзи, делится на:
  - Иноуэ из Синано (信濃井上氏) — главное семейство,
  - Иноуэ из Аки (安芸井上氏) — младшая ветвь,
  - Иноуэ из Микава (三河井上氏) — младшая ветвь;
- Исида (石田氏) — младшая ветвь рода Миура, который, скорее всего, происходит от Камму Хэйси, известен благодаря Исида Мицунари;
- Исикава (石川氏) — также известен как Исикава Гэндзи, потомки Сэйва Гэндзи;
- Исимаки (石巻氏) — потомки Фудзивара Нанкэ;
- Итидзё (一条家) — потомки Фудзивара Хоккэ;
- Итидзё из Тоса (土佐一条氏) — младшая ветвь рода Итидзё, который происходит от Фудзивара Хоккэ;
- Ито (伊東氏) — младшая ветвь рода Кудо, который происходит от Фудзивара Нанкэ;
- Итомуку — род, основанный Дзунаку Итомуку;
- Кагава (香川氏) — потомки Камму Хэйси;
- Камиидзуми (上泉氏) — младшая ветвь рода Асикага по ветви Фудзивара, который происходит от Фудзивара Хоккэ;
- Кёгоку (京極氏) — младшая ветвь рода Сасаки, который происходит от Уда Гэндзи;
- Киёвара (清原氏) — потомки принца Тонэри, сына императора Тэмму (631—686);
- Киккава (吉川氏) — младшая ветвь рода Кудо, который происходит от Фудзивара Нанкэ, со второй половины XVI века Киккава стал младшей ветвью рода Мори, который происходит от рода Оэ, известен благодаря Киккава Мотохару;
- Кира (吉良氏) — младшая ветвь рода Асикага, который происходит от Сэйва Гэндзи, известен благодаря Кира Ёсинака;
- Кисо (木曾氏) — потомки Сэйва Гэндзи, известен благодаря Минамото-но Ёсинака;
- Китабатакэ (北畠氏) — потомки Мураками Гэндзи;
- Китадзё (北条氏) — также известен как Китадзё из Этиго или Мори Китадзё, младшая ветвь рода Мори, не имеет отношения к роду Ходзё (北条氏) или роду Го-Ходзё (北条氏);
- Кобаякава (小早川氏) — младшая ветвь рода Дои, который происходит от императора Камму, со второй половины XVI века Кобаякава стал младшей ветвью рода Мори, который происходит от рода Оэ, известен благодаря Кобаякава Такакагэ и Кобаякава Хидэаки;
- Кога (久我家) — потомки Мураками Гэндзи;
- Кодама (児玉氏) — потомки Фудзивара Хоккэ;
- Коно (河野氏) — потомки принца Иё, сына императора Камму;
- Коноэ (近衛家) — потомки Фудзивара Хоккэ, известен благодаря Коноэ Фумимаро;
- Кудзё (九条家) — потомки Фудзивара Хоккэ;
- Кудо (工藤氏) — потомки Фудзивара Нанкэ;
- Мацуда (松田氏) — младшая ветвь рода Хатано, который происходит от Фудзивара Хоккэ;
- Мацудайра (松平氏) — младшая ветвь рода Нитта по линии Токугава, возможные потомки Сэйва Гэндзи, известен благодаря Мацудайра Мотоясу;
- Мацумаэ — младшая ветвь рода Такэда, который происходит от Сэйва Гэндзи;
- Маэда (前田氏) — потомки рода Сугавара. Известен благодаря Маэда Тосииэ;
- Миёси (三好氏) — младшая ветвь рода Такэда по линии рода Огасавара, который происходит от Сэйва Гэндзи, не имеет отношения к роду Миёси по линии Фудзивара (三吉氏), известен благодаря Миёси Нагаёси;
- Миёси (三吉氏) — потомки рода Фудзивара; не имеет отношения к роду Миёси по линии Огасавара (三好氏);
- Микумо (三雲氏) — младшая ветвь рода Кодама, который происходит от Фудзивара Хоккэ;
- Миура (三浦氏) — потомки императора Камму;
- Могами (最上氏) — младшая ветвь рода Асикага, который происходит от Сэйва Гэндзи;Мон рода Мори

Мон рода Мори

- Мори (森氏) — потомки Сэйва Гэндзи, известен благодаря Мори Ранмару;
- Мори (毛利氏) — потомки рода Оэ, не имеет отношения к роду Мори по линии Гэндзи (毛利氏) и к роду Мори по линии Фудзивара (毛利氏), известен благодаря Мори Мотонари и его сыновьям, имеет младшую ветвь:
  - Мори из Инаба (因幡毛利氏);
- Мори (毛利氏) — потомки Уда Гэндзи; не имеет отношения к роду Мори по линии Оэ (毛利氏) и к роду Мори по линии Фудзивара (毛利氏);
- Мори (毛利氏) — возможные потомки рода Фудзивара; не имеет отношения к роду Мори по линии Оэ (毛利氏) и к роду Мори по линии Гэндзи (毛利氏);
- Мураками (村上氏) — потомки Сэйва Гэндзи, включает в себя:
  - Мураками из Синано (信濃村上氏) — младшая ветвь, также известен как Синсю Мураками, известен благодаря Мураками Ёсикиё;
  - Мураками Суйгун (村上水軍) — также известно как Мураками Внутреннего моря, приобрело известность благодаря мощному флоту, состоит из:
    - Мураками из Инносима (因島村上氏),
    - Мураками из Курусима (来島村上氏),
    - Мураками из Ноносима (能島村上氏);
- Набэсима (鍋島氏) — младшая ветвь рода Сёни, который происходит от Фудзивара Хоккэ;
- Нагао (長尾氏) — потомки императора Камму, известен благодаря Нагао Кагэтора;
- Накамура (中村);
- Намбу, Нанбу (南部氏) — младшая ветвь рода Такэда, который происходит от Сэйва Гэндзи;
- Нива (丹羽氏) — младшая ветвь рода Кодама, который, скорее всего, происходит от Фудзивара Хоккэ; не имеет отношения к роду Нива по линии Иссики (丹羽氏);
- Нива (丹羽氏) — младшая ветвь рода Иссики, который происходит от Сэйва Гэндзи, не имеет отношения к роду Нива по линии Кодама (丹羽氏);
- Нидзё (二条家) — потомки Фудзивара Хоккэ;
- Нийро (新納氏) — младшая ветвь рода Симадзу из Сацума, который происходит от Сэйва Гэндзи;
- Нитта (新田氏) — потомки Сэйва Гэндзи, известен благодаря Нитта Ёсисада;
- Огасавара (小笠原氏) — младшая ветвь рода Такэда, который происходит от Сэйва Гэндзи. Мон рода Ода

Мон рода Ода

- Ода (織田氏) — потомки Камму Хэйси, известен благодаря Ода Нобунага;
- Ота — потомки Сэйва Гэндзи, известен благодаря Ота Докан;
- Отомо (大友氏) — потомки Фудзивара Хоккэ, не имеет отношения к пришлому роду Отомо (大友氏) и к роду Отомо из Ямато (大伴氏), известен благодаря Отомо Сорин;
- Оути (大内氏) — потомки рода Татара;
- Роккаку (六角氏) — младшая ветвь рода Сасаки, который происходит от Уда Гэндзи;
- Сагара (相良氏) — потомки Фудзивара Нанкэ;
- Сайто (斉藤氏) — потомки Фудзивара Хоккэ, известен благодаря Сайто Досан;
- Сакай (酒井氏) — младшая ветвь рода Нитта по линии рода Токугава, который происходит от Сэйва Гэндзи;
- Сакума (佐久間氏) — младшая ветвь рода Миура, который происходит от Камму Хэйси
- Санада (真田氏) — возможные потомки Сэйва Гэндзи, известен благодаря Санада Нобусигэ;
- Сасаки (佐々木氏) — потомки Уда Гэндзи;
- Сатакэ (佐竹氏) — потомки Сэйва Гэндзи;
- Сиба (斯波氏) — младшая ветвь рода Асикага, который происходит от Сэйва Гэндзи;Мон рода Симадзу

Мон рода Симадзу

- Симадзу (島津氏) — также известен как Сацума, потомки Сэйва Гэндзи, известен благодаря Симадзу Ёсихиро;
- Симмэн, Синмэн (新免氏) — младшая ветвь рода Акамацу, который происходит от Мураками Гэндзи;
- Со (宗氏) — потомки рода Корэмунэ;
- Сого (十河氏) — потомки императора Кэйко;
- Сома (相馬氏) — младшая ветвь рода Тиба, который происходит от Камму Хэйси, делится на:
  - Сома из Осю (奥州相馬氏) — главное семейство,
  - Сома из Симоса (下総相馬氏) — младшая ветвь;
- Сува (諏訪氏) — потомки Сэйва Гэндзи;
- Суги (杉氏) — младшая ветвь рода Сасаки, который происходит от Уда Гэндзи, известен благодаря Ёсида Сёин;
- Суэ (陶氏) — младшая ветвь рода Оути, который происходит от рода Татара, известен благодаря Суэ Харуката;
- Такаму — основан Мусинто Такаму, был расположен в районе Эдо;
- Таканаси (高梨氏) — младшая ветвь рода Иноуэ, который, скорее всего, происходит от Сэйва Гэндзи;
- Такаока (高岡氏) — потомки Уда Гэндзи или Сэйва Гэндзи;
- Такацукаса (鷹司家) — потомки Фудзивара Хоккэ;
- Такигава (滝川氏) — возможные потомки рода Ки или рода Томо;Мон рода Такэда

Мон рода Такэда

- Такэда (武田氏) — также известен как Такэда из Каи; потомки Сэйва Гэндзи; известен благодаря Такэда Сингэн, имеет младшие ветви:
  - Такэда из Аки (安芸武田氏),
  - Такэда из Вакаса (若狭武田氏),
  - Такэда из Кадзуса (上総武田氏);
- Такэнака (竹中氏) — младшая ветвь рода Токи, который происходит от Сэйва Гэндзи, известен благодаря Такэнака Сигэхару;
- Танэгасима (種子島氏) — возможные потомки Камму Хэйси, известен благодаря тому, что одним из первых внедрил в использование огнестрельное оружие;
- Татибана (立花氏) — младшая ветвь рода Отомо, потомки Отомо Ёсинао, не имеет отношения к древнему роду Татибана (橘氏), известен благодаря Татибана Гинтиё и Татибана Мунэсигэ;
- Тиба (千葉氏) — потомки Камму Хэйси;
- Тода (戸田氏) — потомки Фудзивара Хоккэ;
- Токи (土岐氏) — потомки Сэйва Гэндзи;Мон рода Токугава

Мон рода Токугава

- Токугава (徳川氏) — потомки Токугава Иэясу, поначалу носившего имя Мацудайра, известен благодаря династии сёгунов, состоит из:
  - собственно сёгунов Токугава (徳川将軍家) — главное семейство, имеет подсемейства:
    - Семейство Кофу (甲府徳川家) — потомки Токугава Цунасигэ, 3-го сына Токугава Иэмицу;
    - Семейство Татэбаяси (館林徳川家) — потомки Токугава Цунаёси;
    - Семейство Токугава Ёсинобу (徳川慶喜家) — потомки Токугава Ёсинобу;

  - Госанкё (御三卿) — потомки 8-го сёгуна Токугава Ёсимунэ, включает 3 семейства:
    - Семейство Симидзу (清水徳川家) — потомки Токугава Сигэёси, 2-го сына Токугава Иэсигэ;
    - Семейство Таясу (田安徳川家) — потомки Токугава Мунэтакэ, 2-го сына Токугава Ёсимунэ;
    - Семейство Хитоцубаси (一橋徳川家) — потомки Токугава Мунэтада, 4-го сына Токугава Ёсимунэ;

  - Госанкэ (御三家) — потомки младших сыновей 1-го сёгуна Токугава Иэясу, включает 3 семейства:
    - Семейство Кисю (紀州徳川家) — также известно как семейство Кии Токугава, потомки Токугава Ёринобу, 10-го сына Токугава Иэясу, приобрело известность благодаря Токугава Ёсимунэ и Токугава Иэмоти;
    - Семейство Мито (水戸徳川家) — потомки Токугава Ёрифуса, 11-го сына Токугава Иэясу, приобрело известность благодаря Токугава Мицукуни, имеет младшую ветвь:
      - Семейство Мацудо (松戸徳川家);

    - Семейство Овари (尾張徳川家) — потомки Токугава Ёсинао, 9-го сына Токугава Иэясу;
- Укита (宇喜多氏) — потомки Кодзима Таканори из рода Сэйва Гэндзи, известен благодаря Укита Хидэиэ;
- Ураками (浦上氏) — потомки императора Когэн по линии рода Ки;
- Уцуномия (宇都宮氏) — потомки Фудзивара Хоккэ, делится на:
  - Семейство Симоцукэ (下野宇都宮氏) — главное семейство,
  - Семейство Будзэн (豊前宇都宮氏) — младшая ветвь,
  - Семейство Иё (伊予宇都宮氏) — младшая ветвь,
  - Семейство Тикуго (筑後宇都宮氏) — младшая ветвь;
- Уэсуги (上杉氏) — потомки Фудзивара Хоккэ, включает в себя:
  - Семейство Инукакэ (犬懸上杉家) — потомки Уэсуги Норифудзи,
  - Семейство Огигаяцу (扇谷上杉家) — потомки Уэсуги Сигэаки,
  - Семейство Такума (宅間上杉家) — потомки Уэсуги Сигэёси,
  - Семейство Яманоути (山内上杉家) — потомки Уэсуги Нориаки, приобрело известность благодаря Уэсуги Кэнсин, включает в себя:
    - Семейство Фукая (深谷上杉家) — также известно как семейство Кобанава Уэсуги, потомки Уэсуги Норифуса;
- Фудзи (富士氏) — потомки рода Вани (和珥氏);
- Хага (芳賀氏) — потомки рода Киёвара;Мон рода Хасиба

Мон рода Хасиба

- Хасиба (羽柴氏) — чаще называемый на манер хонсэй родом Тоётоми (豊臣氏), потомки Хасиба Хидэёси;
- Хатакэяма (畠山氏) — потомки Камму Хэйси до 1205 года, после 1205 года стали ветвью рода Асикага, который происходит от Сэйва Гэндзи;
- Хатано (波多野氏) — потомки Фудзивара Хоккэ;
- Хатисука (蜂須賀氏) — ветвь рода Асикага по линии Сиба, выходцев из Сэйва Гэндзи, известен благодаря Хатисука Масакацу;
- Хаяси (林氏) — ветвь рода Коно, который происходит от принца Иё, сына императора Камму;
- Хики (比企氏) — потомки Фудзивара Хоккэ;Мон рода Ходзё

Мон рода Ходзё

- Хирано — потомки принца Тонэри, сына императора Тэмму, по линии рода Киёвара;
- Хитоцуянаги — ветвь рода Коно, который происходит от принца Иё, сына императора Камму;
- Ходзё (北条氏) — возможные потомки Камму Хэйси, не имеет отношения к роду Го-Ходзё (北条氏) и к роду Китадзё (北条氏), известны династией регентов сёгуната Камакура;
- Хомма, Хонма (本間氏) — также известен как Хомма из Садо, ветвь рода Ёкояма, который, скорее всего, происходит от Оно-но Такамура, имеет младшую ветвь:
  - Хомма из Саката (酒田本間氏);
- Хонда (本多氏) — потомки Фудзивара Хоккэ, известен благодаря Хонда Тадакацу;
- Хосокава (細川氏) — ветвь рода Асикага, который происходит от Сэйва Гэндзи, делится на:
  - Хосокава-Кэйтё (細川京兆家) — основная ветвь,
  - Хосокава-Тэнкю (細川典厩家) — боковая ветвь,
  - Хосокава из Ава (阿波細川氏) — боковая ветвь, потомки Хосокава Акихару,
  - Хосокава из Осю (奥州細川家) — боковая ветвь, потомки Хосокава Акиудзи;
- Хотта — потомки императора Когэн по линии придворного Такэси-ути-но Сукунэ;
- Цугару (津軽氏) — также известен как Оура, потомки Фудзивара Хоккэ;
- Цуцуи (筒井氏) — потомки рода Фудзивара, известен благодаря Цуцуи Дзюнкэй;
- Юки (結城氏) — потомки Фудзивара Хоккэ, делится на:
  - Семейство Симоса (下総結城氏) — основная ветвь,
  - Семейство Сиракава (白河結城氏) — младшая ветвь;
- Ягю (柳生氏) — потомки рода Сугавара, известен благодаря собственной технике владения мечом Ягю Синкагэ-рю;
- Ямана (山名氏) — младшая ветвь рода Нитта, который происходит от Сэйва Гэндзи;
- Яманоути, Ямаути (山内氏) — также известен как Яманоути Судо, потомки Фудзивара Хоккэ, делится на:
  - Семейство Бинго (備後山内氏) — основная ветвь,
  - Семейство Осю (奥州山内氏) — боковая ветвь,
  - Семейство Тоса (土佐山内氏) — боковая ветвь, известен благодаря Ямаути Кадзутоё;
- Янагидзава — младшая ветвь рода Такэда, который происходит от Сэйва Гэндзи.

## Другие роды и известные семейства
Список родов с островов Окинава:

Мон государства Рюкю

- Семейство Минси Камэя (明氏亀谷家) — потомки Сё Токуо, 7-го вана Рюкю;
- Одзато (大里王統) — род князей Нандзан;
- Сатто (察度王統) — род князей Тюдзан;
- Сё (尚氏) — род ванов Рюкю, подразделяется на:
  - Первую Сё (第一尚氏),
  - Вторую Сё (第二尚氏);
- Сюнтэн (舜天王統) — легендарная династия окинавских правителей;
- Ханидзи (怕尼芝王統) — род князей Хокудзан;
- Эйсо (英祖王統) — первая династия Окинава.

Роды священнослужителей:
- Абэ,
- Камо[1],
- Накатоми[2],
- Урабэ[3].